# Munkácsi Miklós
Munkácsi Miklós (Budapest, 1941. december 15. – 2021. január 15.) magyar író, forgatókönyvíró, újságíró.

## Életpályája
Szülei: Munkácsi Ottó és Kevély Róza. Munkásként dolgozott; volt asztalos, kazánfűtő, grafikus, ügynök, taxisofőr, restaurátor, díszletmunkás. Belgiumban ösztöndíjjal képezte magát. Dolgozott a Szovjetunióban, Vietnámban, Lengyelországban, Németországban, Romániában. 1969 óta publikált az Élet és Irodalomban.

## Költészete
A nagyvárosi alvilág életét, kitörni akaró hőseit, a vagányok sorsát ábrázolta humorral, fordulatokban bővelkedő cselekménnyel. Dögkeselyű című filmragtime-ja világsiker.

## Művei
- Saint-John hullái (elbeszélések, 1971)
- A késdobáló (elbeszélések, kisregény, 1974)
- A fattyú (regény, 1976)
- A mangófa negyedik gyümölcse (úti jegyzetek, 1979)
- A halálraítélt sziget (elbeszélések, 1981)
- Kihívás; Magvető, Bp., 1981 (Rakéta regénytár) – a Dögkeselyű c. film alapja
- Babel (novella, in: A medveölő fia – fiatal magyar prózaírók antológiája, 1981)
- A kegyelem órája (filmforgatókönyv, 1983)
- Pánik a repülőtéren. A katasztrófa hat arca (regények, 1989)
- Briliánsok szombatja. Lisszaboni eső. Mindhalálig Beatles (színpadi művek, 1989)
- A klán. Elátkozottak nemzetsége (regény, 1990)
- A sintér; Folk-union, Bp., 1990 (Halálos kalandok)
- Ragadozók. Tévénovella; MTV–Kassák, Bp., 1991 (Krimiben tudós?)
- Tiberius (színdarab, 2004)
- Holtak kalendáriuma; Jelenkor, Pécs, 2007

## Filmjei, színdarabjai
- A bodé (minikrimi, rádió, 1974)
- Végkiárusítás (tévéfilm, 1978, rendező: András Ferenc)
- Briliánsok szombatja (színház, 1981, rendező: Karinthy Márton)
- Dögkeselyű (játékfilm, 1982, rendező: András Ferenc)
- A sárkány menyegzője (tévéfilm, 1983, rendező: Gaál Albert)
- Üvegvár a Mississippin (tévéfilm, 1985, rendező: Bácskai Lauró István)
- Gárdonyi Géza: Az öreg tekintetes (tévéfilm, 1987, rendező: Horváth Tibor)
- Lisszaboni eső (színház, 1987)
- Oszvald képmása (tévéfilm, 1988, rendező: Málnay Levente)
- Mindhalálig Beatles (színház, 1988, rendező: Koltay Gábor)
- Krimiben tudós? 4. rész: Ragadozók (tévésorozat, 1991, rendező: ???)
- Törvénytelen (játékfilm, 1995, rendező: András Ferenc)
- Mindhalálig Beatles – Volt egyszer egy színház (színházi közvetítés, 1998, rendező: Koltay Gábor) – a 250. előadáson
- Keselyűfészek (színház, 2012, rendező: Fekete György)
- A Hullám újhulláma; MMA, Bp., 2021 (Láthatatlan filmtörténet)

## Díjai
- Móricz Zsigmond-ösztöndíj
- Nemzeti Színház drámaíró pályázatának II. helyezése: Tiberius (2004) – az I. díj nem került kiadásra
- Gundel művészeti díj (2008)